# 小畑雅子
小畑 雅子（おばた まさこ、1959年 - ）は、日本の労働運動家、教員。全日本教職員組合 (全教) 委員長を経て全国労働組合総連合 (全労連) 議長 (女性としては初)。日本婦人団体連合会会長。

## 人物・経歴
- 浦和市 (現・さいたま市) 生まれ。埼玉大学教育学部卒。同県志木市の公立小学校勤務[2]。教師になって15年目、勤めていた学校で「給食を自校方式から民間委託にする」と市に告げられ、「子どもたちに安心・安全な給食を」と望む保護者、教職員組合の仲間と撤回運動を展開。結局は民間に委託されたが、栄養士の配置などを市に認めさせた。「組合がなかったらできなかった」。この時の思いが素地となり[3]、2002年 (平成14年) 埼玉県教職員組合（埼教組）の専従に。
- 2015年に全教書記長、2019年 (令和元年) に同委員長[2]。2020年7月 オンラインで開催された全労連定期大会で小田川義和の後任として新議長に選出された[4]。日本の労組ナショナルセンターの歴史上、初めての女性トップであったが組織人員が100万人を割り込み、組織拡大が急務とされた[5]。2022年2月 衆議院の予算委員会公聴会で発言。新型コロナウィルス禍での医療・公衆衛生、最低賃金や雇用制度について言及した[6]。2024年2月 同じく公聴会で発言。公立病院や公的部門職員の人員、最低賃金、ジェンダー平等について言及した[7]。
- 2024年7月の全労連議長退任後の同11月に日本婦人団体連合会の会長に就任した[8]。

## 発言・主張
- 最低賃金1500円、全国一律最低賃金制度の確立。原資は大企業が保有する内部留保[6]
- 公立・公的病院などの削減・縮小ありきの地域医療構想を撤回し、医師、看護師、医療技術職員、介護職員等を大幅に増員[7]
- 今後も予想される自然災害への対応と備えとして国家公務員の定員合理化計画の廃止、公務員の定数削減を廃止、地域住民が安心して暮らせるきめ細かい公務・公共サービスを提供できる体制を確立[7]